# Agnès Blanchot
Agnès Blanchot (Pargny-sur-Saulx, 28 de agosto de 1965) es una actriz francesa de cine, teatro y televisión.

## Biografía
Agnès Blanchot hizo su debut cinematográfico en 1985 en la comedia Scout toujours... de Gérard Jugnot. Luego apareció en los filmes de suspenso de Georges Lautner La Maison assassinée y L'Invité surprise. A principios de la década de 2000 protagonizó la serie de televisión policial Avocats et Associés. En 2007 interpretó el papel de la esposa de Jean Dujardin en el largometraje Contra-investigación.

## Filmografía

### Cine
- 1985: Scout toujours... de Gérard Jugnot
- 1987: Fille de rêve de Christian Le Hémonet
- 1987: Funny Boy de Christian Le Hémonet
- 1988: La Petite Amie de Luc Béraud
- 1988: Una donna spezzata de Marco Leto
- 1988: La Maison assassinée de Georges Lautner
- 1989: L'Invité surprise de Georges Lautner
- 1990: Ice-cream et châtiment de Christian Le Hémonet
- 1993: Paranoïa de Frédéric Forestier
- 2007: Contra-investigación de Franck Mancuso
- 2011: RIF de Franck Mancuso

### Televisión
- 1988: Les Cinq Dernières Minutes
- 1990: L'Enfant des loups
- 1990: Les Nouveaux Chevaliers du Ciel
- 1993: Le Bœuf clandestin
- 1996: Le Crabe sur la banquette arrière
- 2004: Julie Lescaut
- 2012: Commissaire Magellan
- 2013: Lanester
- 2016: Section de recherches
- 2016: Le Sang de la vigne
- 2018: Meurtres en Cornouaille